# Ladislau V da Hungria
Ladislau V (em húngaro:  László; em tcheco/checo:  Ladislav) (Komárom, 22 de fevereiro de 1440 — Praga, 23 de novembro de 1457) foi rei da Hungria (1444-1457), rei da Boêmia e duque da Áustria (1440-1457). Era conhecido como Ladislau, o Póstumo, devido a haver nascido quatro meses após a morte de seu pai, o Sacro Imperador (eleito) Alberto II (Rei Alberto I da Hungria e da Boêmia).
Ladislau V, o Póstumo, não deve ser confundido com Venceslau III da Boêmia, que subiu ao trono húngaro com o nome de Ladislau V e reinou entre 1301 e 1305, mas que foi reconhecido como rei da Hungria por apenas parte do país, motivo pelo qual não costuma ser contado entre os soberanos húngaros. 
Morreu com apenas 17 anos de idade.